# Zoran Lazarević (advokat)
Lazarević Zoran, advokat i pisac iz Beograda. Rođen 1958. godine u Beogradu, kao prvo od dvoje dece.

## Obrazovanje
Završio osnovnu školu Banović Strahinja 1973, a potom XIII Beogradsku gimnaziju 1977. Po završetku gimnazije upisuje Pravni fakukltet Univerziteta u Beogradu, koji uspešno završava u roku. Tokom studija radio je više seminarskih i drugih stučnih radova iz oblasti građanskog prava, a pored toga obavljao je i funkciju Studenta prodekana Pravnog fakulteta u Beogradu.

## Obavljanje profesije
Po diplomiranju, pripravnički staž je obavio u advokatskoj kancelariji Srboljuba Debeljačkog u Beogradu. Nakon završetka prakse zaposlio se u fabrici mašina „Ivo Lola Ribar", gde naredne tri godine obavlja poslove šefa Pravne službe i Pomoćnika direktora za pravne,kadrovske i opšte poslove. Od januara 1990. godine osniva advokatsku kancelariju "Lazarević" u Beogradu i od tada se samostalno bavi advokatskim pozivom. Tokom bavljenja advokaturom obavljao je više funkcija:
- delegat u Skupštini Advokatske komore Srbije u više saziva,
- član Upravnih odbora Advokatske komore Beograda
- član Upravnih odbora Advokatske komore Srbije
- Predsednik Komisije za građansko pravo Advokatske komore Srbije.

## Književnost
Istovremeno sa obavljanjem advokatskog poziva, bavi se i književnim radom. Pored velikog broja stručnih radova, objavio je knjigu „Antički junaci u anegdotama“, a trenutno završava tri nova projekta:
1. Knjigu kratkih priča pod nazivom „Kuća pametnih priča“ (spremna za objavljivanje),
2. Dramu – komediju „Kofa gospodina ministra“ (u završnoj fazi)
3. Dramu – komediju „Kad je teško, zovi Petra“ (u završnoj fazi).

Dugi niz godina je pisao veliki broj novinskih članaka i bio dopisnik "Politikinog zabavnika".